# Métropole du Grand Paris
Métropole du Grand Paris este o structură administrativă de cooperare care include Parisul și cele mai apropiate suburbii ale sale. Metropolia s-a născut pe 1 ianuarie 2016 și are 131 de toalete. Include orașul Paris, 123 de comune din departamentele suburbane (Hauts-de-Seine, Seine-Saint-Denis și Val-de-Marne) și șapte comune din două departamente suburbane exterioare, Argenteuil în Val-d'Oise și Paray-Vieille-Poste in Essonne, deoarece acestea din urma sunt unde se afla Aeroportul Paris–Orly.
Marele Paris are 814 kilometri pătrați și o populație de 7 milioane de locuitori.
Consiliul Mitropolitan, format din 210 de membri, administrează metropola. Cetățenii nu aleg direct, deoarece sunt aleși de membrii adunării municipale. Responsabilitățile Consiliului Mitropolitan sunt urbanism, cazare și protecția mediului.